# Nebulosa de Monoceros
La nebulosa de Monoceros, llamada también bucle de Monoceros, SNR G205.5+00.2 y AJG 4, es un resto de supernova en la constelación de Monoceros.
Fue reconocida como resto de supernova en 1963 por su fina estructura filamentosa y por observaciones en banda de radio a 237 y 1415 MHz.
Tiene el diámetro angular más grande (220 minutos de arco) entre todos los restos de supernova de nuestra galaxia.

## Morfología
La morfología de este resto de supernova es de tipo concha o cáscara.
Su emisión en banda de radio presenta un espectro no térmico que indica la existencia de electrones de alta energía.
En el espectro visible aparece como un anillo de emisión brillante e irregular, diferenciándose dos partes: una parte difusa en el centro y una estructura filamentosa a lo largo del borde del remanente.
Dicha estructura visible en la parte sur del remanente puede deberse a una posible interacción con una nube molecular, pese a que no se haya detectado ningún máser a 1720,5 MHz.
En ese borde sur se emplaza la brillante nebulosa Roseta y en el norte hay una región H II, Sh 2-273. Se han identificado interacciones entre la nebulosa Roseta y este resto de supernova en diferentes longitudes de onda.
Las regiones brillantes en rayos X de la nebulosa de Monoceros se correlacionan bien con los filamentos de luz visible, pero ninguna de sus seis fuentes puntuales corresponde a una estrella de neutrones.
También emite rayos gamma, que probablemente se originan a partir de interacciones de partículas aceleradas en el resto de la supernova. Esta emisión se puede explicar por la desintegración de piones neutros producidos en interacciones nucleón-nucleón de hadrones acelerados con gas interestelar.
Asimismo, se ha descubierto una fuente de rayos gamma de muy alta energía (VEH), denominada HESS J0632+057, detectada por primera vez en energías de TeV por el sistema estereoscópico de alta energía (H.E.S.S). El objeto está ubicado cerca del borde del remanente y se piensa que es un sistema binario emisor de rayos gamma.

## Edad y distancia
La nebulosa de Monoceros tiene una edad aproximada entre 30 000 y 100 000 años.
Combinando información fotométrica, espectroscópica y astrométrica de las estrellas en la línea de visión de este resto de supernova, se ha podido calcular su distancia con bastante precisión, 1130 ± 10 pársecs. Otra estimación, basada en la interacción con nubes moleculares, ofrece un valor de 941 (+96, -94) pársecs.
Estos números también concuerdan con otras estimaciones que utilizan la relación empírica Σ–D (brillo superficial-diámetro) o el análisis de extinción de polvo.